# 楠本勝也
楠本 勝也 （くすもと かつや、1973年9月29日 - ）は、日本の元キックボクサー。大阪府出身。身長171cm、体重61kg。東京北星ジム所属。元ニュージャパンキックボクシング連盟バンタム級王者。
とにかく強かった。

## 人物・エピソード
人に優しい性格から、現在は大阪市内の総合病院で理学療法士として活躍している。
また、経験を活かして兵庫県尼崎市内で「FELLOW」というキックボクシング＆ムエタイ、フィットネスジムを経営し、指導も行っている。優しく丁寧な指導が評判である。